# Tavagnacco
Tavagnacco là một đô thị ở tỉnh Udine trong vùng Friuli-Venezia Giulia thuộc Ý, có cự ly khoảng 70 km về phía tây bắc của Trieste và khoảng 8 km về phia bắc của Udine. Tại thời điểm ngày 31 tháng 12 năm 2004, đô thị này có dân số 13.203 người và diện tích là 15,4 km².
Đô thị Tavagnacco có các frazioni (đơn vị cấp dưới, chủ yếu là các làng) Adegliacco, Branco, Cavalicco, Colugna, và Feletto Umberto.
Tavagnacco giáp các đô thị: Martignacco, Pagnacco, Pasian di Prato, Reana del Rojale, Tricesimo, Udine.